# Hans Mattson

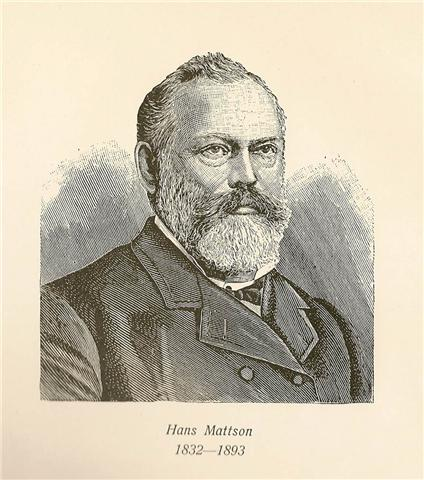
Hans Mattson

Hans Mattson, född 23 december 1832 i Önnestad i Kristianstads kommun i Kristianstads län , död 5 mars 1893, var en svenskamerikansk politiker som emigrerade från Skåne till USA 1851 och bosatte sig huvudsakligen i Vasa Township, Goodhue County, Minnesota. Han var en framgångsrik överste i amerikanska inbördeskriget från 1861 till 1865 och blev 1869 Minnesotas statssekreterare.
Han föddes i Önnestad i Kristianstads kommun. Efter att ha genomgått grundskolan blev han 1849 volontär vid Vendes artilleri. På grund av vissa hinder var han tvungen att sluta som volontär varpå han åkte till USA 1851. Han landsteg i Boston 29 juni 1851. Han var en av de första som bosatte sig i Vasa Township i Minnesota varför staden först kallades Hans Mattson's Settlement, vilket först ändrades 1855.
År 1857 började han studera juridik för att bli en lagkarl. Året därpå var han färdigutbildad. När inbördeskriget bröt ut skapade Mattson av ett antal frivilliga, mestadels skandinaver, ett kompani vari han utsågs till kapten. År 1863 utsågs han till överste och tjänstgjorde i kriget till dess slut. Mellan 1867 och 1869 var Mattson sekreterare i Minnesotas immigrationsnämnd och två gånger tjänstgjorde han som statssekreterare i Minnesota. Mellan 1881 och 1883 var han amerikansk generalkonsul i Calcutta.
Mattson återvände till Sverige som representant för Minnesota Immigration Board mellan 1867 och 1868 för att rekrytera nybyggare vilket han lyckades med. Han återvände flera gånger under 1870-talet som emigrationsagent för Northern Pacific Railroad. Dessa besök beskrivs i hans självbiografi Reminiscences (Minnen) som publicerades på både engelska och svenska 1891 i vilken Mattson beskriver den sociala högfärdigheten i sitt gamla hemland med en sarkastisk ton.